# Eparchie Peremyschl
Die Eparchie Peremyschl (später Eparchie Peremyschl und Sambor) war eine Diözese der Russisch-Orthodoxen Kirche von 1219 bis 1596.
Im Jahre 1219 wurde sie aus einem westlichen Teil der Eparchie Wolhynien gebildet.
Sie umfasste wahrscheinlich das Gebiet des Fürstentums Peremyschl (später Przemyśler Land) um Peremyschl (Przemyśl) und Sambor.
Seit 1303 gehörte sie zur Metropolie Galizien.
1596 trat Bischof Michael nicht der neuen unierten griechisch-katholischen Kirche bei.
Nach seinem Tod 1610 wurde kein Nachfolger mehr bestimmt. Von 1620 bis 1692 wurden noch drei Bischöfe in Kiew eingesetzt, allerdings ohne praktische Amtsausübung.
Von 1692 bis 1981 gab es eine unierte Eparchie Przemysl.